# Claude Henri Léon Sastre
Claude Henri Léon Sastre (1938) es un fitogeógrafo, pteridólogo, y botánico francés, desarrollando actividades académicas en el Departamento de Sistemática y Evolución del Museo Nacional de Historia Natural de Francia, siendo un estudioso de Ochnaceae y de la flora de América del Sur.

## Algunas publicaciones
- claude h.l. Sastre. 1971. Recherches sur les Ochnacées: Sauvagesia paucielata Sastre und especie nueva de Panamá. Editor Imp. Nal. 4 pp.

### Libros
- claude h.l. Sastre, anne Breuil, jean-françois Bernard, philippe Feldmann, jacques Fournet. 2001. Plantes, milieux et paysages des Antilles françaises: écologie, biologie, identification, protection et usages. Parthénope collection. Editor Biotope, 672 pp. ISBN 2914817061
- -----------------------------, michel Vennetier. 1997. Réserve naturelle de la Caravelle: Inventaire des placettes permanentes évolution des unités écologiques. Editores Centre national du machinisme agricole, du génie rural, des eaux et des forêts (France). Groupement (Aix-en-Provence, Bouches-du-Rhône). Muséum national d'histoire naturelle (Paris). Editor	Parc naturel régional de la Martinique, 56 pp.
- bernard Roussel, claude Sastre, claude h.l. Sastre. 1996. Biodiversité, friches et jachères: questions d'actualité, problèmes de toujours. Volumen 31 y 38 de Jatba : J. d'agriculture traditionnelle et de botanique appliquée : travaux d'ethnobotanique et d'ethnozoologie. Editor	JATBA, 296 pp.
- wilson Lourenço, claude h.l. Sastre, jean-paul Mauriès. 1989. Les savanes: actes du colloque organisé par la Société de biogéographie à Paris le 15 juin 1989. Con la Société de biogéographie. Editor Société de biogéographie, 93 pp. ISBN 2903700028
- claude h.l. Sastre, jacques Portécop. 1985. Plantes fabuleuses des Antilles. Editor caribéennes, 139 pp.
- -----------------------------. 1979. Ecologie et biogéographie: culture sur brulis et gestion du milieu forestier en Amérique tropicale. Ecologie et biogéographie. Editor Service d'écologie et biogéographie, 20 pp.
- -----------------------------. 1973a. Monographie du genre Sauvagesia: son évolution. Editor Paris. 290 pp.
- -----------------------------. 1973b. Article principal recouvrant en partie la thèse présentée pour l'obtention du grade de Docteur es sciences naturelles à l'Université Paris VI: Monographie du genre 'Sauvagesia' : son évolution. Editor Université Paris VI, 145 pp.
- -----------------------------. 1971a. Essai de taxonomie numérique et schéma évolutif du genre Sauvagesia L. Volumen 5 de Recherche sur les Ochnacées. Editor Herbário Barbosa Rodriques, 36 pp.
- -----------------------------. 1971b. Distribution géographique des espèces de Sauvagesia L. Nº 421 de Compte rendu sommaire des séances de la Soc. de biogéographie. Editor Société de biogéographie, 59 pp.

## Eponimia
- (Gesneriaceae) Nautilocalyx sastrei Wiehler[1]